# Església de l'Assumpció de Vallibona
L'església de l'Assumpció de Vallibona és un temple catòlic situat al centre de la població i seu d'una parròquia del bisbat de Tortosa.
Mitjançant una resolució de 28 de gener de 2004, s'inicia l'expedient per a la declaració de Bé d'interès cultural; i el 3 de desembre del mateix any l'expedient es resol favorablement, i el temple es declara Bé d'interès cultural, amb categoria de monument.

## Història
Poques notícies es tenen de la parròquia de Vallibona i de l'edifici que aquesta ha ocupat al llarg del temps. Així, en els anys 1279-1280 la parròquia recapta el delme de la croada. L'evolució del temple i els seus períodes constructius s'han tret, per tant, atenent a la tipològica emprada.
L'actual església fou iniciada a poc de conquerit el poble. A finals del segle xiii o començaments del xiv el temple estava format per cinc trams amb quatre arcs de diafragma de pedra, de traçat apuntat i 11,40 metres de llum que suportaven una sostrada de fusta a dos vessants, profusament decorada, amb una porta d'accés al costat de l'Epístola protegida per un porxo. Més tard, potser durant els segles XV o XVI, les actuacions més importants se situen als peus del temple: s'allarga la nau, s'obri una porta i es construeix el campanar sobre una torre preexistent de defensa, amb fortes influències del mudèjar aragonès.
A principis del xviii, en un moment de ressorgiment econòmic local, el temple fou objecte d'una completa reforma interior, mantenint, tanmateix, la coberta primitiva. Es construeix el sostre amb volta de canó reforçada per arcs torals, excepte el tram dels peus, que es cobreix amb volta de quadrant d'esfera, i també es construeix el cor alt als peus de la nau.
A principis del segle xx s'adquireixen i enderroquen una sèrie de cases a la part nord del temple, i es construeix la capella de la Comunió, en estil neoclàssic, paral·lela a la nau. El desnivell de la població fa que aquesta capella quedi soterrada parcialment respecte al carrer adjacent. La construcció de la capella obliga a modificar la coberta: es prolonga l'aiguavés del costat de l'Epístola, s'eleva el cavalló i es construeix l'aiguavés del costat de l'Evangeli englobant la capella; això suposa el desmantellat del cavalló i de l'aiguavés original del costat de l'Evangeli, reutilitzant les peces en la prolongació d'aquest aiguavés, i col·locant les policromes desordenadament.
En els anys 2007 i 2008 es produeix la restauració de les cobertes del campanar i de l'església.

## Arquitectura

### Estructura
El temple és una única nau de planta rectangular amb sis trams desiguals per a adequar-se al pendent arrodonit del poble, separats per arcs torals i carregats sobre pilastres rectangulars, on el capitell és una simple motllura. La capçalera és plana i darrere, la sagristia. Té cor alt al peus, capelles laterals, entre els contraforts, i dues portes, l'una als peus de la nau, i l'altra, al costat de l'Epístola. Existeix una capella de la Comunió paral·lela i adossada a l'església pel costat de l'Evangeli i el campanar al mateix costat, adossat als peus de la nau. La sostrada és a dos vessants, incloent l'església i la capella de la Comunió, coberta per teules.

### Interior
la nau de l'església es cobreix amb volta de canó amb llunetes, menys el tram dels peus de la nau, cobert amb volta de quadrant d'esfera dividida en set panys. La capella de la Comunió i les capelles laterals de l'església també es cobreixen amb volta de canó, menys la capella situada a la dreta, entrant per la porta lateral, coberta amb una cúpula sobre petxines. Totes les voltes de l'església estan construïdes amb envans i estan decorades amb esgrafiats que presenten una rica iconografia, utilitzant el blanc i el blau.
La sostrada medieval és de fusta de pi policroma. La pintura, que conserva un viu colorit, està aplicada sobre una base al tremp. Els colors predominants són el roig, el verd i el groc. Degué pintar-se en taller i armar-se posteriorment, ja que algunes peces disperses mostren com van ser retallades, una vegada pintades, per a situar-les en el seu lloc. Set peces seriades componen estructuralment la sostrada, cada una de les quals, menys una, porta un tipus de decoració específica, i que de baix a dalt són: permòdols pintats amb grotescs caps humans allotjats entre rissos; sabates decorades amb dents de serra; jàsseres o bigues, decorades amb dues bandes horitzontals de color roig, sobre les quals es munten cartel·les amb escuts heràldics; travessers sense decoració; tapadures amb una decoració extremadament diversa: franges, lletres musulmanes, flora estilitzada, animals i figures humanes; tapajuntes decorades amb botons de flor i dents de serra; i posts, decorades amb estels i temes vegetals emmarcats per llaceries. De les peces desordenades, fora del seu lloc original, destaquen algunes posts que han de procedir de la gaveta central, amb una rica decoració: cavaller amb escut, dona nua, escenes cortesanes, animals amb cap humà, entrellaçats i inscripcions cúfiques.

### Portades
L'església té dos accessos. Als peus de la nau, una portada de carreus, amb un arc escarser carregat sobre impostes; i una entrada lateral, en el tercer tram del costat de l'Epístola, de tradició romànica, amb dovelles allargades envoltades per la imposta i per una motllura circular, on l'arc de mig punt de l'intradós fou transformat en època incerta en un arc de llinda. Aquesta portada lateral es protegeix amb un porxo que cobreix un tram del carrer que envolta l'església, amb dos arcs laterals, com accessos des del carrer, i tres frontals, tots apuntats, actualment obstruïts per la construcció de diverses edificacions.

### Campanar
El campanar és de planta quadrada i consta de dos cossos. El primer és de carreus, i l'escala del seu interior serveix també d'accés al cor. El segon cos, construït amb maons, planta vuitavada —més aviat forma una planta quadrada amb xamfrans amples—, on les cares principals tenen una obertura de mig punt per a les campanes, i els xamfrans tenen una petita obertura de mig punt carregada sobre un decoratiu contrafort piramidal. El campanar es remata amb una coberta piramidal.

## Tresor parroquial
Del conjunt d'obres pictòriques i orfebreria que la parròquia ha anant recollint, encara conserva peces importants:
- Retaule de Sant Doménec de Guzmán (segle xv), de Valentí Montoliu.
- Creu processional d'argent (segon terç del segle xv). Punxó de Morella.
- Creu processional d'argent sobredaurat (segon terç del segle xv). Punxó de Morella.
- Custòdia d'argent sobredaurat (segle XVII).
- Lignum crucis d'argent (segle XIV). Punxó de Morella.
- Lignum crucis d'argent (segle XIV).
- Calze d'argent sobredaurat (1626).
- Calze d'argent sobredaurat (segle xviii).